# Carlos IV de España
Carlos IV de España, llamado «el Cazador» (Portici, 11 de noviembre de 1748-Nápoles, 19 de enero de 1819), fue rey de España desde el 14 de diciembre de 1788 hasta su abdicación el 19 de marzo de 1808. 
Accedió al trono poco antes del estallido de la Revolución francesa, y su falta de carácter solía hacer que delegase el gobierno en manos de su valido, Manuel Godoy, de quien se decía que era amante de su esposa María Luisa de Parma. Aunque aceptado como cierto por algunos autores como Balansó o Zavala, dicha hipótesis no cuenta, en la actualidad, con el apoyo mayoritario de la academia, ya que no ha podido ser demostrado. La Revolución Francesa de 1789 marcó su reinado, pero eso no le impidió seguir con la línea de reformas ilustradas, impulsadas tanto por el monarca como por Godoy, truncado por la injerencia napoleónica y la inestabilidad interna que esta provocó.
Su reinado acabó abruptamente el 19 de marzo de 1808 cuando, como consecuencia del motín de Aranjuez, abdicó en favor de su hijo, el príncipe Fernando. El 6 de mayo del mismo año el ya rey Fernando VII devolvió el Trono a su padre aunque este, a su vez, había cedido sus derechos a la Corona a Napoleón Bonaparte el día anterior en lo que se conocería como las abdicaciones de Bayona. El 1 de octubre de 1814 Carlos cedería por segunda vez sus derechos al Trono a su hijo Fernando por medio de un convenio firmado en Roma, ciudad donde vivía exiliado, aunque este los había recuperado ya de manos de Napoleón por el Tratado de Valençay.

## Primeros años

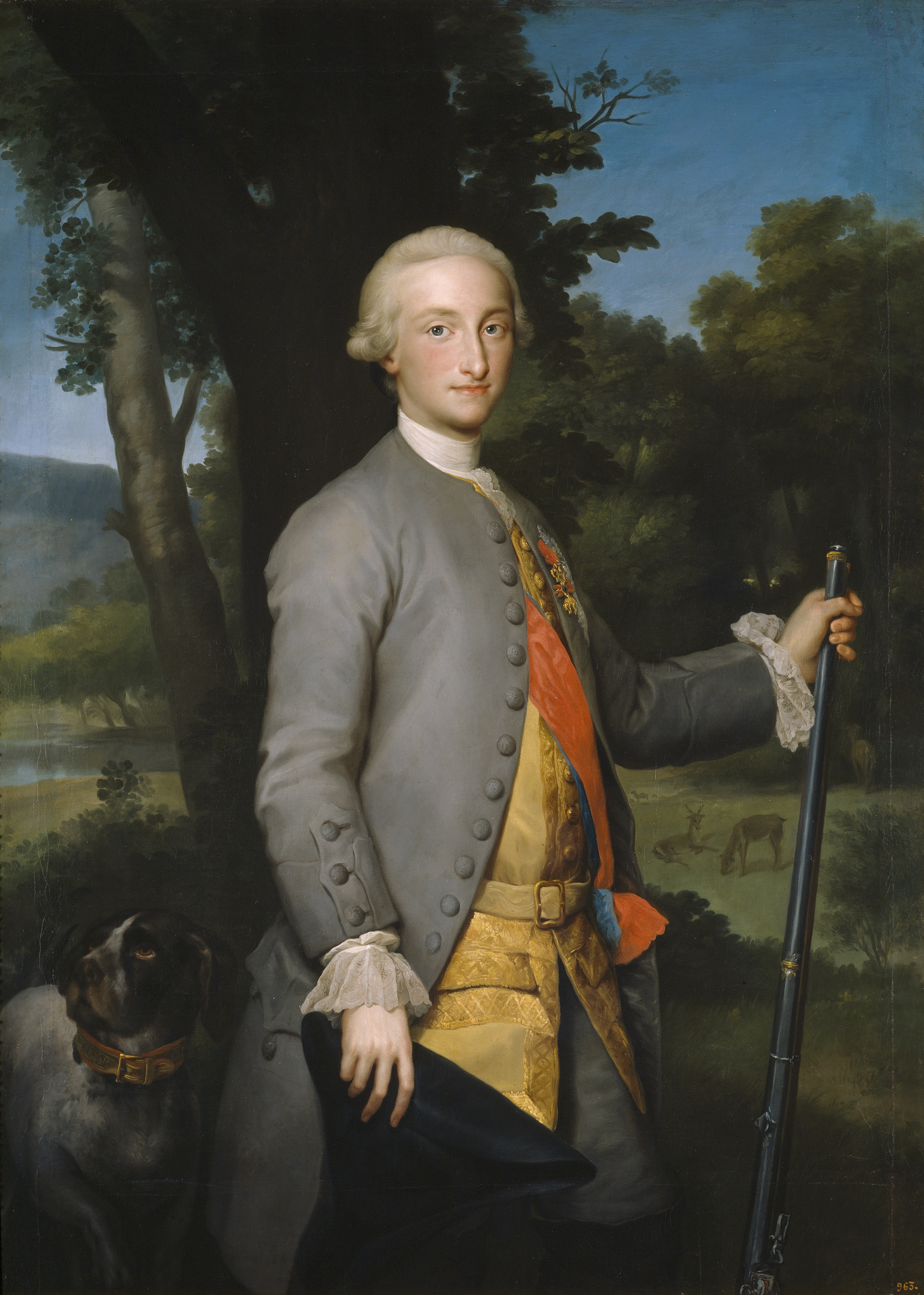
Carlos IV en su juventud (c. 1765), en un retrato de Mengs (Museo del Prado, Madrid).

Carlos IV fue el séptimo hijo de Carlos III con su esposa María Amalia de Sajonia. Nació el 11 de noviembre de 1748 en el Palacio Real de Portici, Portici, durante el reinado de su padre en las Dos Sicilias. Fue bautizado como Carlos Antonio Pascual Francisco Javier Juan Nepomuceno José Januario Serafín Diego.
En 1759, tras la muerte sin descendencia de su tío, el rey Fernando VI de España, su padre pasó a ocupar el trono español. 
El primogénito varón de Carlos III era Felipe Antonio de Borbón, que fue apartado por su grave incapacidad, tanto de la sucesión a la Corona de España como a la de las Dos Sicilias. Así, Carlos, segundo hijo varón, pasó a ser heredero de la monarquía hispánica y fue jurado como príncipe de Asturias el 19 de julio de 1760.
Sucedió a su padre, Carlos III, al morir este el 14 de diciembre de 1788.

## Reinado

### Gobierno del conde de Floridablanca (1777-1792)
Las primeras decisiones de Carlos IV mostraron unos propósitos reformistas. Confirmó en el puesto como primer secretario de Estado y del Despacho al conde de Floridablanca, un ilustrado que inició su gestión con medidas como la condonación del retraso de las contribuciones, limitación del precio del pan, restricción de la acumulación de bienes de manos muertas, supresión de vínculos y mayorazgos y el impulso del desarrollo económico. El propio monarca tomó la iniciativa de derogar la ley sálica impuesta por su antecesor Felipe V, medida ratificada por las Cortes de 1789, que no se llegó a promulgar.
El estallido de la Revolución francesa en 1789 cambió radicalmente la política española. Conforme llegan las noticias de Francia, el nerviosismo de la corona crece y acaba por cerrar las Cortes que, controladas por Floridablanca (mantenido en el poder por consejo de su padre), se habían reunido para reconocer al príncipe de Asturias. El aislamiento parece ser la receta para evitar la propagación de las ideas revolucionarias a España. Floridablanca, ante la gravedad de los hechos dejó en suspenso los Pactos de Familia, estableció controles en la frontera para impedir la expansión revolucionaria y efectuó una fuerte presión diplomática en apoyo a Luis XVI. También puso fin a los proyectos reformistas del reinado anterior y los sustituyó por el conservadurismo y la represión (fundamentalmente a manos de la Inquisición, que detiene a Cabarrús, destierra a Jovellanos y despoja de sus cargos a Campomanes).

### Gobierno del conde de Aranda
En 1792, Floridablanca fue sustituido por el conde de Aranda, amigo de Voltaire y de otros ilustrados franceses, a quien el rey encomienda la difícil papeleta de salvar la vida de su primo materno, el rey Luis XVI en el momento en que, tras el fracaso de la fuga de Varennes, este había aceptado la Constitución francesa de 1791. 
Sin embargo, la radicalización revolucionaria a partir de 1792 y el destronamiento de Luis XVI —el rey francés fue encarcelado y quedó proclamada la República— precipitó la caída del conde de Aranda y la llegada al poder de Manuel Godoy el 15 de noviembre de 1792.

### Primer Gobierno de Manuel Godoy

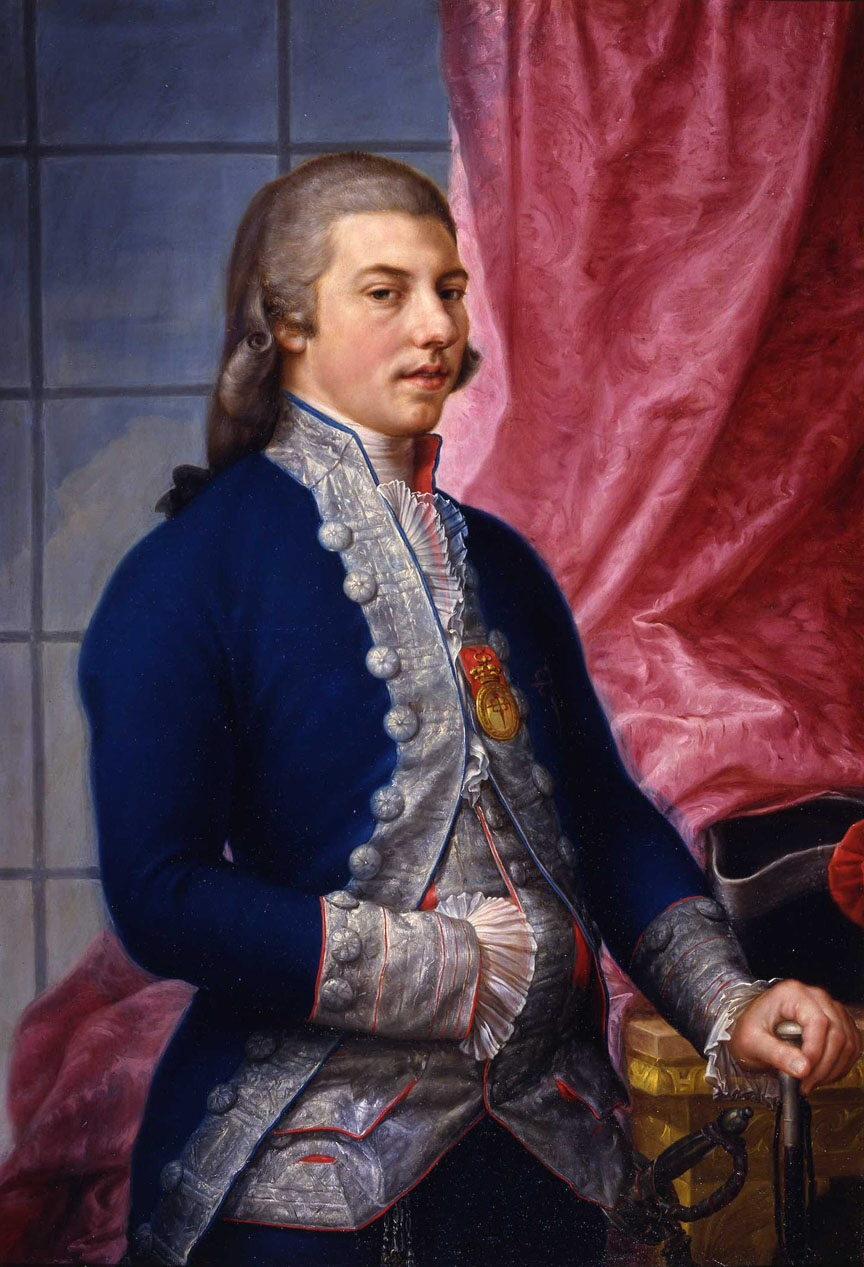
Manuel de Godoy (1792), por Francisco Bayeu (Real Academia de Bellas Artes de San Fernando, Madrid).

Manuel Godoy, un guardia de corps, ascendió rápidamente en la corte gracias a la amistad y confianza que le otorgaron los reyes. En pocos años pasó de ser un hidalgo a convertirse en duque de Alcudia y de Sueca, capitán general y, desde finales de 1792, en «ministro universal» de Carlos IV con un enorme poder. De pensamiento ilustrado impulsó medidas reformistas como las disposiciones para favorecer las enseñanzas de las ciencias aplicadas, la protección a las Sociedades Económicas de Amigos del País y la llamada desamortización de Godoy de bienes pertenecientes a hospitales, casas de misericordia y hospicios regentados por comunidades religiosas.
La Revolución francesa condicionó su actuación en la política española. Sus primeras medidas se encaminaron en salvar la vida de Luis XVI, procesado y condenado a muerte. Pese a los esfuerzos de todas las cortes europeas, el monarca francés fue guillotinado en enero de 1793, lo que generalizó una guerra de las potencias europeas contra la Francia revolucionaria conocida como la guerra de la Convención, en la que España participó y fue derrotada por la Francia republicana, fruto del desastroso abastecimiento, la pésima preparación del ejército y la escasa moral de la tropa frente a los enardecidos sans culottes franceses. Un ejército de 25 000 hombres[cita requerida] dirigido por el general Ricardos entró en el Rosellón y logró algunos éxitos. A partir de 1794 las tropas españolas se vieron forzadas a la retirada. Los franceses ocuparon Figueras, Irún, San Sebastián, Bilbao, Vitoria y Miranda de Ebro.

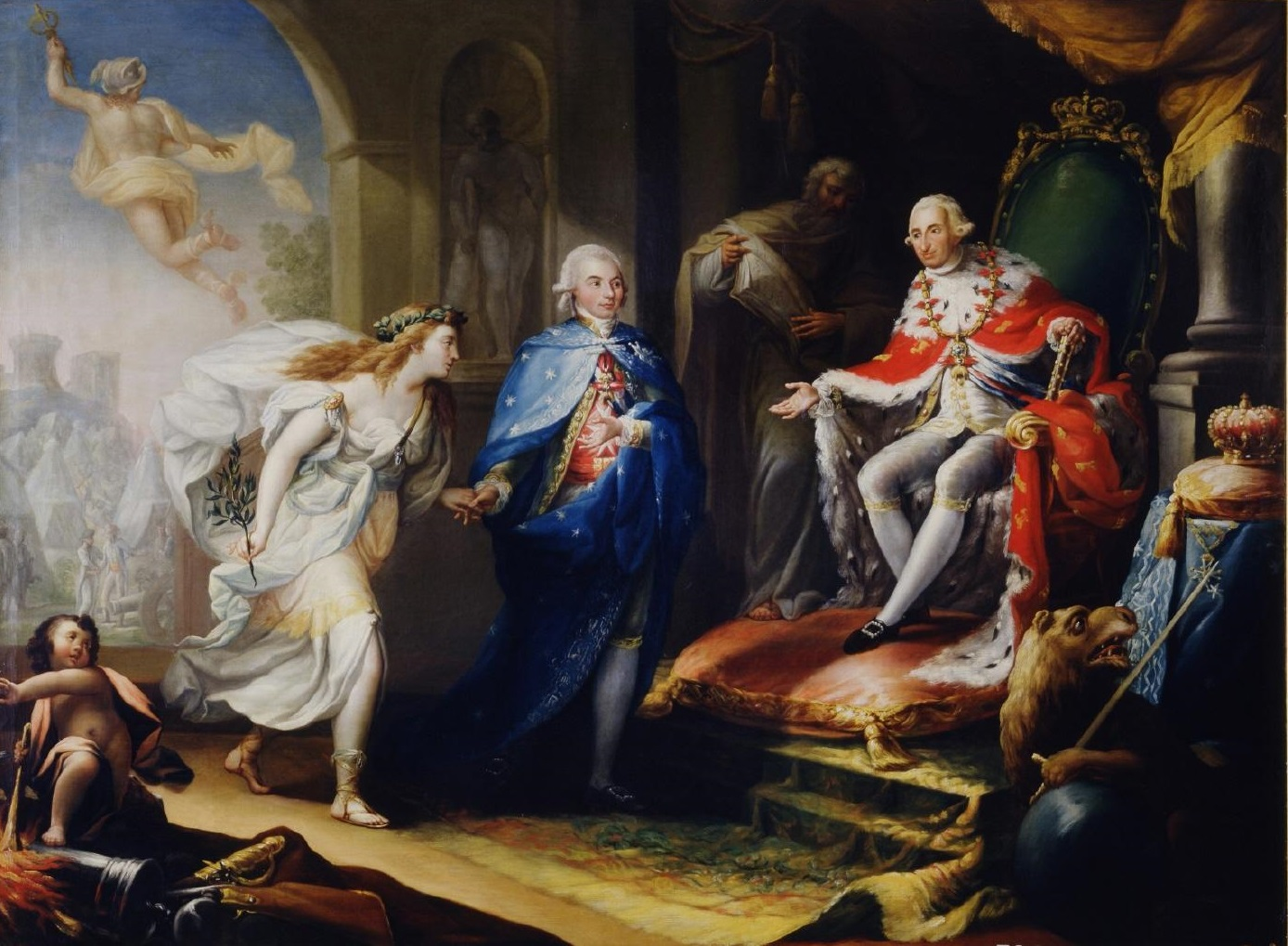
Godoy presentando la paz a Carlos IV por José Aparicio, 1796, Real Academia de Bellas Artes de San Fernando. La obra representa el final de la Guerra del Rosellón con la Paz de Basilea.

Godoy suscribió con Francia la Paz de Basilea en 1795. La República francesa devolvió a España las plazas ocupadas, a cambio del territorio hispano de la isla de La Española —colonia de Santo Domingo—. En agradecimiento el rey Carlos IV le concedió el título de príncipe de la Paz.
En 1796, concluida la fase más radical de la Revolución, Godoy firmó el Tratado de San Ildefonso y España se convirtió en aliada de Francia. Este cambio de postura buscaba el enfrentamiento con Gran Bretaña, principal adversario de la Francia revolucionaria y tradicional enemiga de España con la que disputaba la hegemonía marítima y, concretamente, el comercio con América. La escuadra española sufrió la derrota frente al cabo de San Vicente en 1797, pero Cádiz y Santa Cruz de Tenerife resistieron a los ataques del almirante Nelson. En América los británicos ocuparon la isla de Trinidad, y sufrieron una derrota en Puerto Rico. Ello provocó la caída de Godoy en mayo de 1798.

### Gobiernos de Saavedra y Urquijo
Tras ello, dos ilustrados, Francisco de Saavedra y Mariano Luis de Urquijo, se sucedieron al frente del gobierno entre 1798 y 1800.

### Segundo gobierno de Manuel Godoy

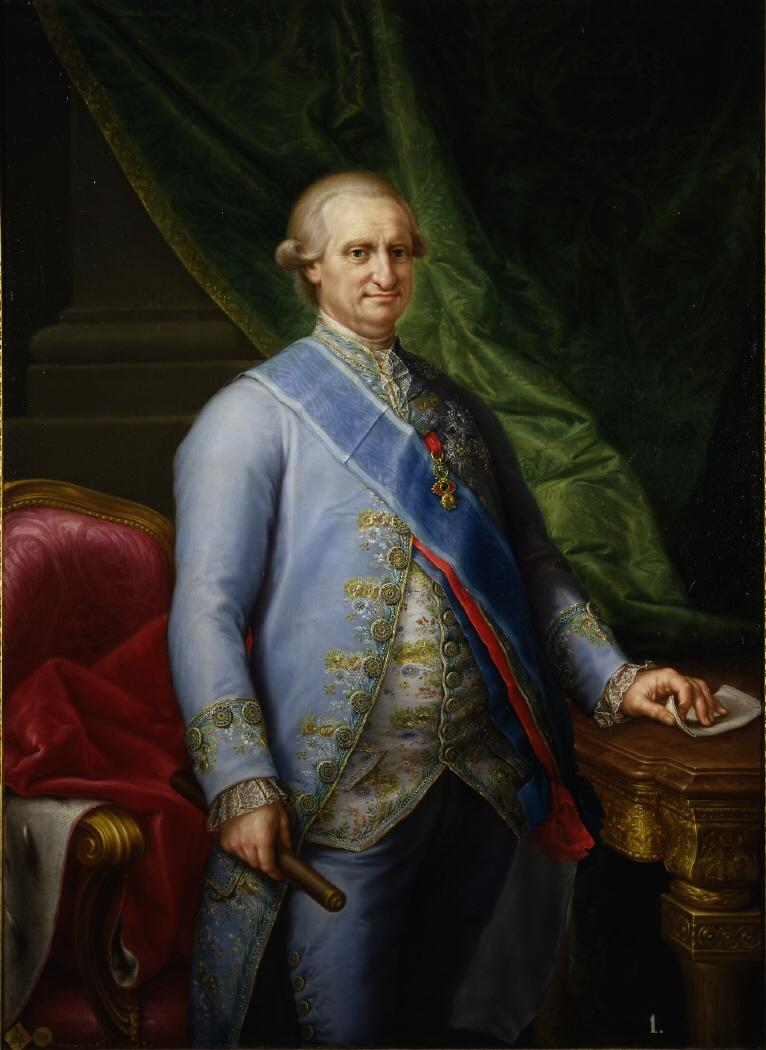
Carlos IV (1790-1791) por Francisco Bayeu (Real Academia de Bellas Artes de San Fernando, Madrid).

La llegada al poder de Napoleón en 1799 y su proclamación como emperador en 1804 alteró las relaciones internacionales y se renovó la alianza con Francia. Napoleón necesitaba, en su lucha contra los británicos, contar con la colaboración de España, sobre todo de su escuadra naval. Por ello, presionó a Carlos IV para que restituyera su confianza en Godoy. Este asumió de nuevo el poder en 1800 y firmó el Convenio de Aranjuez de 1801 por el que ponía a disposición de Napoleón la escuadra española, lo que implicaba de nuevo la guerra contra Gran Bretaña.
Godoy declaró en 1801 la guerra a Portugal, principal aliado británico en el continente, antes de que lo hiciera Francia. Este conflicto, conocido como la guerra de las Naranjas, significó la ocupación de Olivenza por España, que además obtuvo el compromiso de Portugal de impedir el atraque de buques británicos en sus puertos.

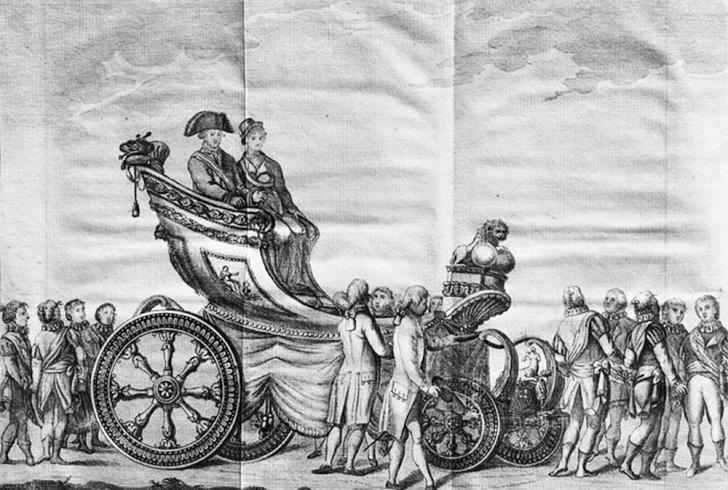
Visita de Carlos IV a Barcelona en 1802 con motivo de los enlaces matrimoniales del príncipe de Asturias, Fernando, con María Antonia de Nápoles, y de la infanta María Isabel con Francisco Genaro de Dos Sicilias. Para el evento se engalanaron las calles, se realizaron obras públicas, y se organizaron bailes, representaciones teatrales, mascaradas, desfiles con carrozas, fuegos artificiales y ascensiones en globo.

En 1805, la derrota de la escuadra franco-española en la batalla de Trafalgar por la Armada británica modificó la situación radicalmente. Frente a la hegemonía de Gran Bretaña en los mares, Napoleón recurrió al bloqueo continental, medida a la que se sumó España. En 1807 se firmó el Tratado de Fontainebleau que estableció el reparto de Portugal entre Francia, España y el propio Godoy, y el derecho de paso por España de las tropas francesas encargadas de su ocupación.

### Crisis final

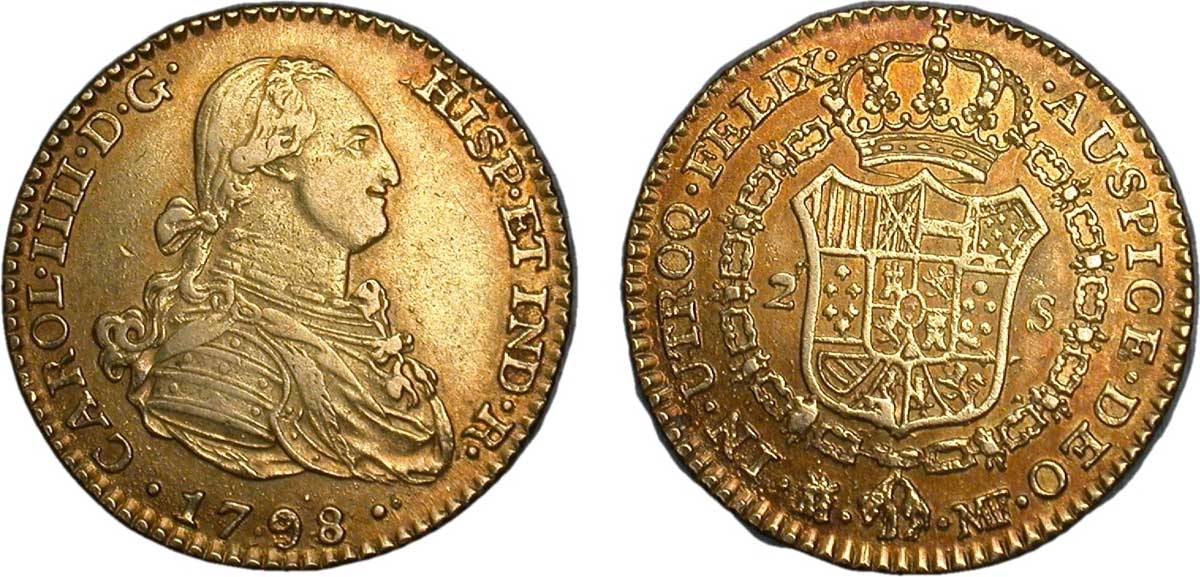
Moneda de 2 escudos de oro, acuñada en Madrid en 1798 con la leyenda en latín: ·CAROL[US]·IIII·D[EI]·G[RATIA]·HISP[PANIARUM]
·ET·IND[IARUM]·R[EX]·

Con tal sucesión de guerras se agravó hasta el extremo la crisis de la Hacienda; y los ministros de Carlos IV se mostraron incapaces de solucionarla, pues el temor a la revolución les impedía introducir las necesarias reformas, que hubieran lesionado los intereses de los estamentos privilegiados, alterando el orden tradicional.
La presencia de soldados franceses en territorio español aumentó la oposición hacia Godoy, enfrentado con los sectores más tradicionales por su política reformista y entreguista hacia Napoleón. A finales de 1807 se produjo la Conjura de El Escorial, que se presentó como una conspiración encabezada por Fernando, príncipe de Asturias, que pretendía la sustitución de Godoy y el destronamiento de su propio padre. En realidad, Fernando solo pretendía tratar su casamiento con una princesa francesa y, en caso de muerte de su padre, deshacerse de Godoy. Tanto Godoy como la reina, que desconfiaban de Fernando, trataron de emplear sus tratos con el embajador francés para desprestigiarlo, sin éxito. Pese a todo, el propio Fernando delató a sus colaboradores y pidió el perdón de sus padres. El escándalo marcó el comienzo del fin del reinado de Carlos. En marzo de 1808, ante la evidencia de la ocupación francesa, Godoy aconsejó a los reyes que abandonaran la península y se refugiaran en América. Pero se produjo el motín de Aranjuez, levantamiento popular atizado por el príncipe Fernando y los nobles opuestos a Godoy, contra los reyes aprovechando su presencia en el palacio de Aranjuez. Godoy fue hecho preso por los amotinados. Carlos IV, enfermo, desanimado e incapaz de afrontar la crisis, abdicó en su hijo Fernando VII ante el cariz de los acontecimientos:

Como los achaques de que adolezco no me permiten soportar por más tiempo el grave peso del gobierno de mis reinos, y me sea preciso para reparar mi salud gozar en clima más templado de la tranquilidad de la vida privada; he determinado, después de la más seria deliberación, abdicar mi corona en mi heredero y mi muy caro hijo el Príncipe de Asturias. Por tanto es mi real voluntad que sea reconocido y obedecido como Rei y Señor natural de todos mis reinos y dominios.
Gaceta de Madrid, 25 de marzo de 1808

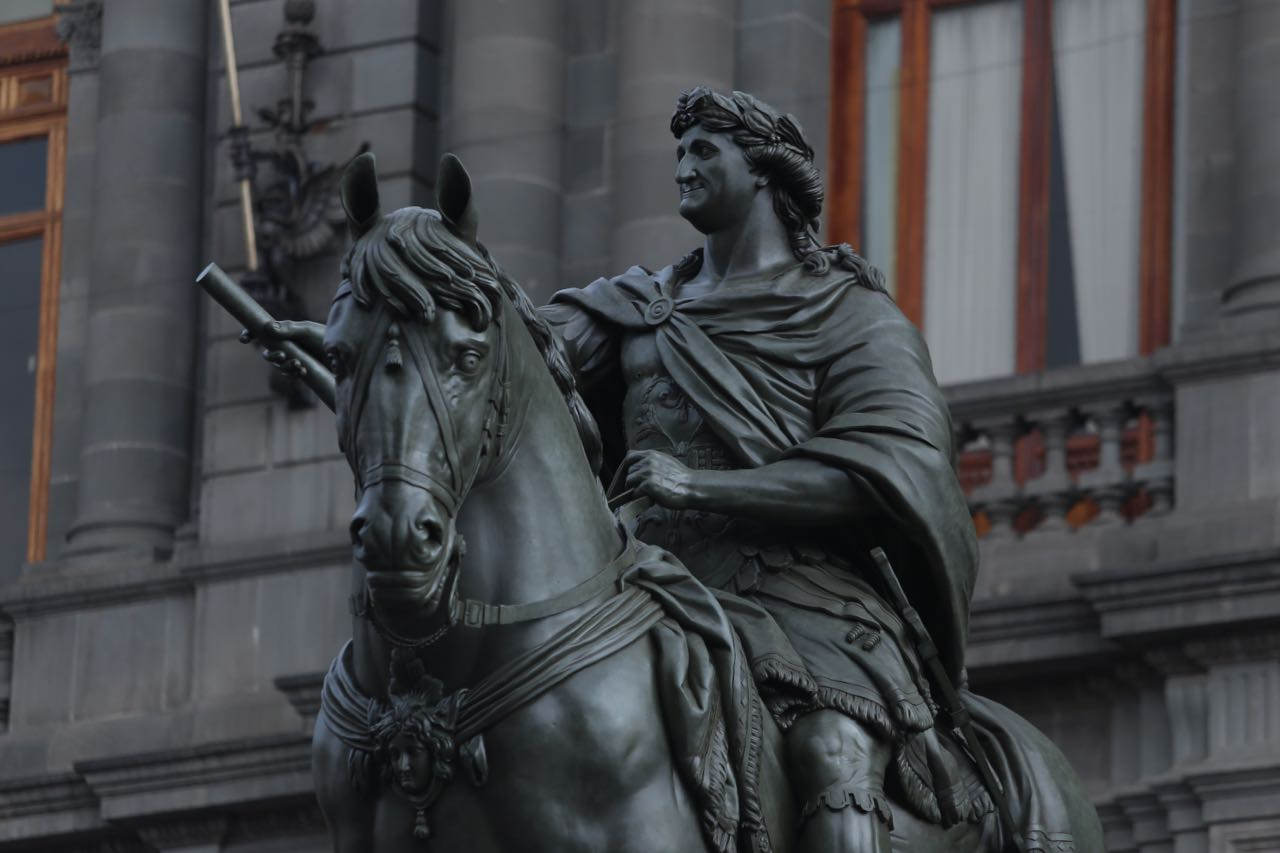
Estatua ecuestre en honor a Carlos IV, ubicada en la plaza Manuel Tolsá, en el centro histórico de la Ciudad de México.

Napoleón, receloso ante el cambio de monarca, convocó a la familia real española a un encuentro en la localidad francesa de Bayona. Carlos y María Luisa partieron hacia Francia, precedidos por Godoy al que habían solicitado a los franceses que liberasen, el 22 de abril. Napoleón animó a Carlos a que exigiese a Fernando la devolución de la corona y fue el árbitro en la disputa que durante varios días sostuvieron padre e hijo. Fernando VII, bajo la presión del emperador y de sus padres, devolvió la Corona a Carlos IV el día 6 de mayo, sin saber que el día antes Carlos IV había pactado la cesión de sus derechos a la corona en favor de Napoleón, quien finalmente designó como nuevo rey de España a su hermano José.

### Conflicto con la Santa Sede
La evolución del regalismo español durante el reinado de Carlos IV vino marcada por dos acontecimientos europeos: el llamado Sínodo de Pistoya de 1786 y la Constitución Civil del Clero aprobada por la Asamblea Nacional Constituyente nacida de la Revolución Francesa de 1789. El primero supuso el triunfo de las corrientes episcopalistas, siguiendo la línea jansenista trazada a principios de siglo por Zeger Bernhard van Espen —un autor conocido y seguido por buena parte de los primeros regalistas e ilustrados españoles como Mayans— y desarrollada por el teólogo Pietro Tamburini. Sus actas tuvieron una amplia difusión e influencia en España como dejó escrito el ilustrado Gaspar Melchor de Jovellanos en sus Diario: «toda la juventud salmantina [en referencia a los estudiantes de la principal universidad española] es port-royalista, de la secta pistoyense... Más de tres mil ejemplares había cuando vino su prohibición. Uno sólo se entregó».
La Constitución Civil del Clero de la Revolución Francesa, ejerció cierta influencia a través de la correspondencia que mantuvieron algunos obispos constitucionales franceses, como Gregoire o Clément, con obispos, clérigos y políticos españoles, como los miembros del círculo de la condesa de Montijo o los canónigos de la Colegiata de San Isidro de Madrid. En estos ambientes fue donde se fraguó el decreto del 5 de septiembre de 1799 que Menéndez y Pelayo llamó el «Cisma de Urquijo».

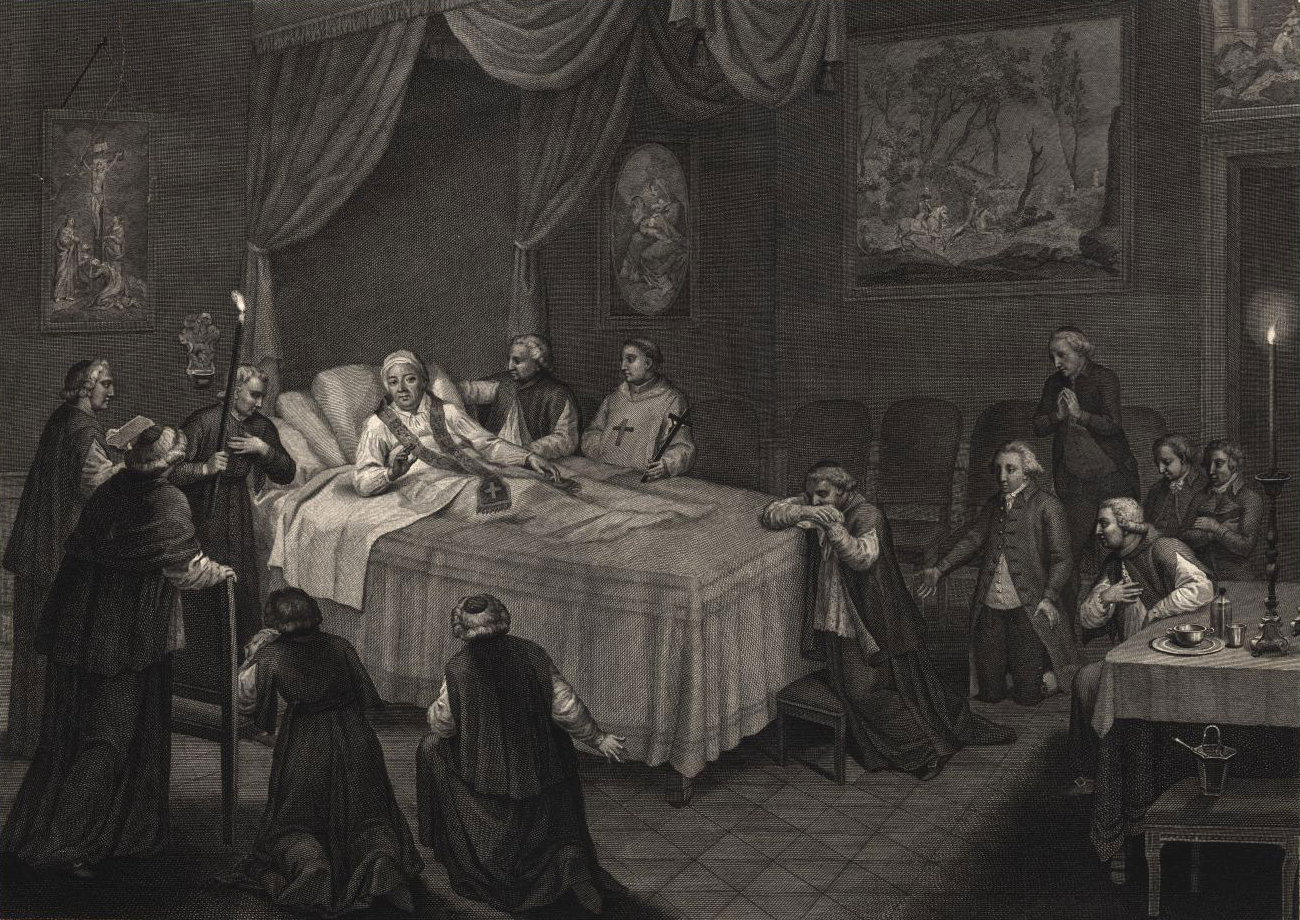
La muerte de Pío VI. Grabado de 1805.

Mariano Luis de Urquijo, había sustituido a Manuel Godoy como primer secretario de Estado y del Despacho tras la destitución de este en marzo de 1798. Uno de los proyectos de Urquijo fue llevar a buen término la política regalista de creación de una Iglesia española independiente de Roma aprovechando las dificultades por las que atravesaba el papado, cuyos Estados Pontificios habían sido ocupados por las tropas francesas al mando de Napoleón Bonaparte y el papa Pío VI había sido obligado a abandonar Roma tras la proclamación de la República en la "ciudad santa". El proyecto de una Iglesia "nacional", siguiendo el modelo de la Iglesia galicana que había sido iniciado en el último año de gobierno de Godoy, también tenía una importante repercusión económica pues dejarían de salir hacia Roma las tasas que cobraba la Iglesia en España por las gracias y dispensas matrimoniales, por ejemplo, que en 1797 habían supuesto cerca de 380 000 escudos romanos. Así un mes después del fallecimiento de Pío VI en Francia, se promulgó el decreto de Urquijo.
En el decreto se establecía que hasta la elección del nuevo papa «los arzobispos y obispos españoles usen de toda la plenitud de sus facultades, conforme a la antigua disciplina de la Iglesia, para dispensas matrimoniales y demás que les competen» y que el rey asumía la confirmación canónica de los obispos que antes correspondía al papa. La decisión de promulgar el decreto se debió al temor de que tras la muerte del papa hubiera un largo periodo de sede vacante con el riesgo de cisma que eso implicaba. Así pues, resulta paradójico que un decreto que pretendía evitar el cisma fuera calificado mucho después como el "Cisma de Urquijo". De hecho el episcopado español se dividió entre los que lo aceptaron y se manifestaron dispuestos a aplicarlo —como el obispo Tavira— y los que lo rechazaron y se negaron a usar las potestades que les otorgaba el decreto.
El decreto tuvo escasa vigencia porque el nuevo papa Pío VII, elegido en marzo de 1800 por el cónclave cardenalicio en Venecia, se negó a confirmarlo. "Pero las consecuencias fueron realmente importantes. De hecho, fue la manifestación más radical del regalismo español del siglo. Y, por otra parte, marcó el camino para la legislación posterior, tanto la de José I Bonaparte en diciembre de 1809 para los territorios controlados por las tropas francesas, como en la actividad legislativa de las Cortes de Cádiz, con sus invocaciones a la convocatoria de un Concilio Nacional".

## Exilio y muerte

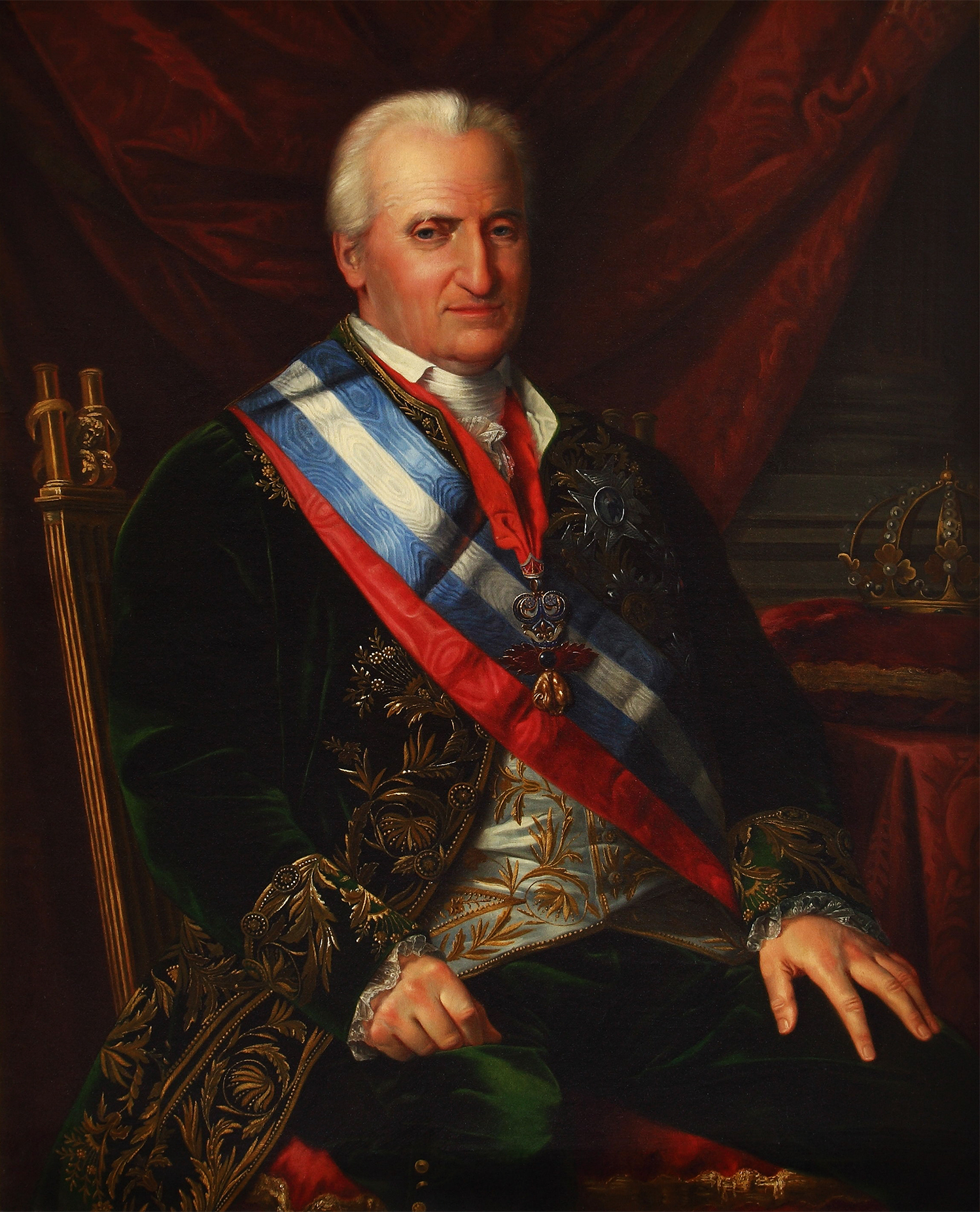
Carlos IV (1825), por José de Madrazo (Palacio Real de Aranjuez)

Napoleón dispuso el traslado de Carlos al palacio de Compiègne, a 80 km al norte de París. Nunca regresó a España. Al poco tiempo, el rey solicitó poder establecerse en Niza, pues el clima de la Picardía acentuaba los sufrimientos causados por la gota que le aquejaba desde hacía años. El emperador acepta el traslado, aclarando que el mismo se produce «por propia cuenta del rey», incumpliendo las promesas de compensaciones económicas hechas al monarca. No encontraron los reyes españoles acomodo en Niza, y agobiados por las deudas, se establecen en Marsella. Pero no pasará mucho tiempo hasta que Napoleón mande a Carlos, su esposa y su corte, al palacio Borghese de Roma, en donde se instalarán el 25 de mayo de 1812.
Al caer Napoleón en 1814, Carlos y María Luisa se trasladan al palacio Barberini, también en Roma, donde permanecerán casi cuatro años viviendo de la pensión que les enviaba su hijo Fernando, quien ya repuesto en el trono de España, negó a sus padres el retorno. El 1 de octubre de ese mismo año, en un postrer acto, Carlos volvería a abdicar sus derechos al trono español en su hijo Fernando VII, firmando el convenio en Roma, donde permaneció exiliado. Carlos viajó a Nápoles para visitar a su hermano Fernando I de las Dos Sicilias y encontrar alivio a la gota que le atormentaba, dejando en Roma a su esposa postrada en la cama con las dos piernas rotas y un estado de salud extremadamente deteriorado. Tras haber recibido la extremaunción el uno de enero de 1819, muere al día siguiente María Luisa de Parma.
Cuando Carlos, informado del fallecimiento de su esposa, se disponía a volver a Roma el 13 de enero, se vio acometido por un ataque de gota con fiebre del que no se recuperaría, muriendo apenas seis días después, el 19 de enero de 1819.

## Mecenazgo

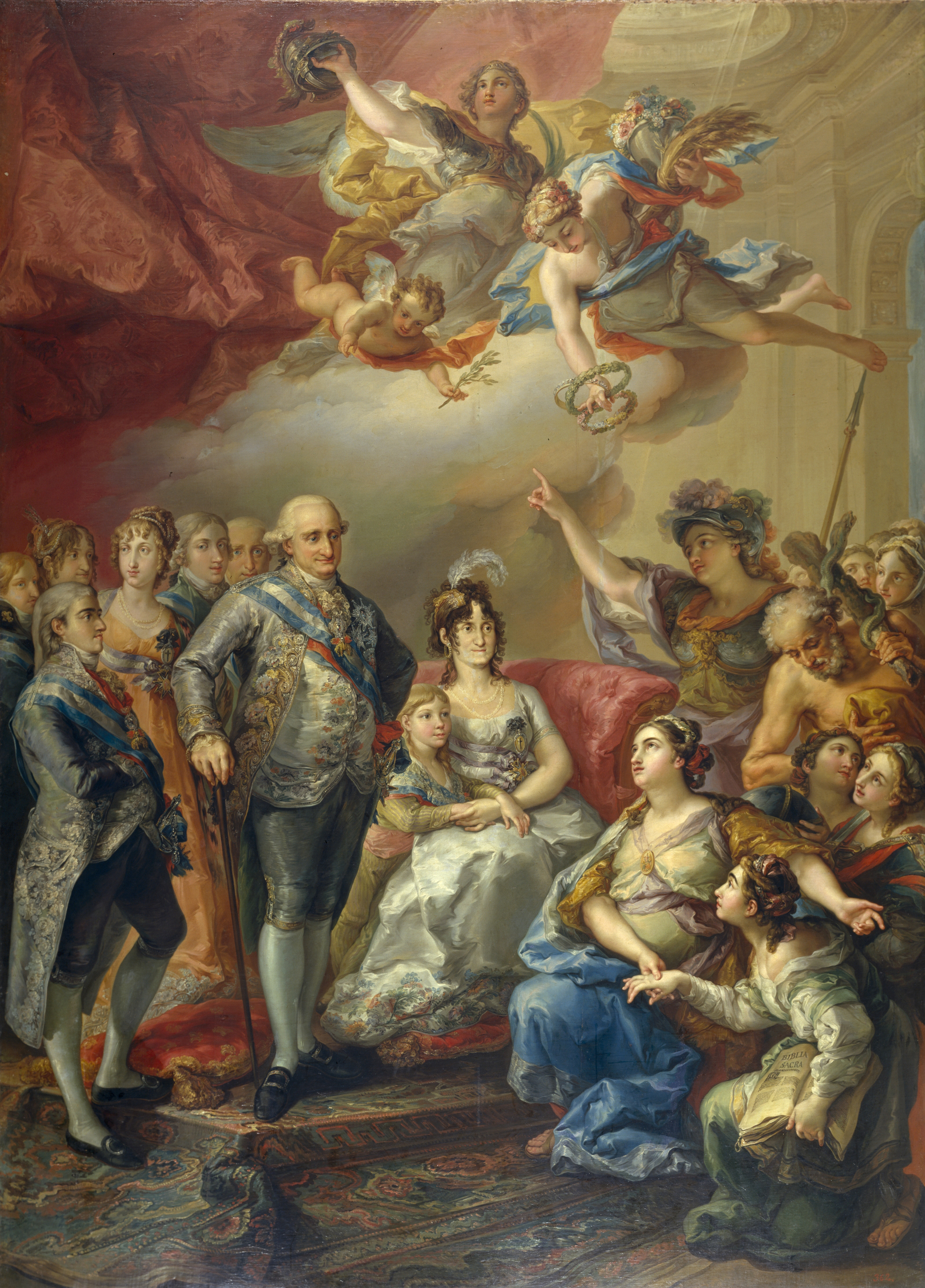
Carlos IV y su familia homenajeados por la Universidad de Valencia (1802), obra de Vicente López Portaña.

Carlos se interesó desde su juventud por el arte. Violinista aficionado, en 1775 compró para la corte el cuarteto de instrumentos Stradivarius conservado actualmente en el Palacio Real de Madrid y se rodeó de un entorno musical privilegiado dirigido por el violinista y compositor Gaetano Brunetti. 
También se interesó por la pintura, encargando obras a Luis Meléndez, Claude Joseph Vernet y Luis Paret y nombrando a Francisco de Goya pintor de cámara en 1789. Reunió además varias pinturas antiguas de máxima calidad, ahora en el Museo del Prado, como las dos tablas laterales del tríptico Werl de Robert Campin y dos famosas obras de Rafael: Sagrada Familia del cordero y Retrato de cardenal.
Durante su exilio en Roma reunió una colección de obras de arte en un pequeño palacio que mandó construir junto al convento de frailes jerónimos de San Alejo, en el Aventino. Fueron 688 cuadros que sus pintores de cámara, Madrazo y Ribera, se encargaron de inventariar a la muerte del rey y que en 1819 se trasladaron a España. Se conoce esta colección como la de San Alejo, parte de la cual se envió al Museo del Prado y el resto se repartió entre sus herederos.

## Títulos nobiliarios otorgados
Durante su reinado otorgó entre títulos de España y títulos de Indias: 179 títulos nobiliarios, de los cuales 33 fueron Grandes de España.
Esta tabla aún no está actualizada. Puedes contribuir aportando información sobre títulos y tratamientos de esta persona.

## Matrimonio e hijos

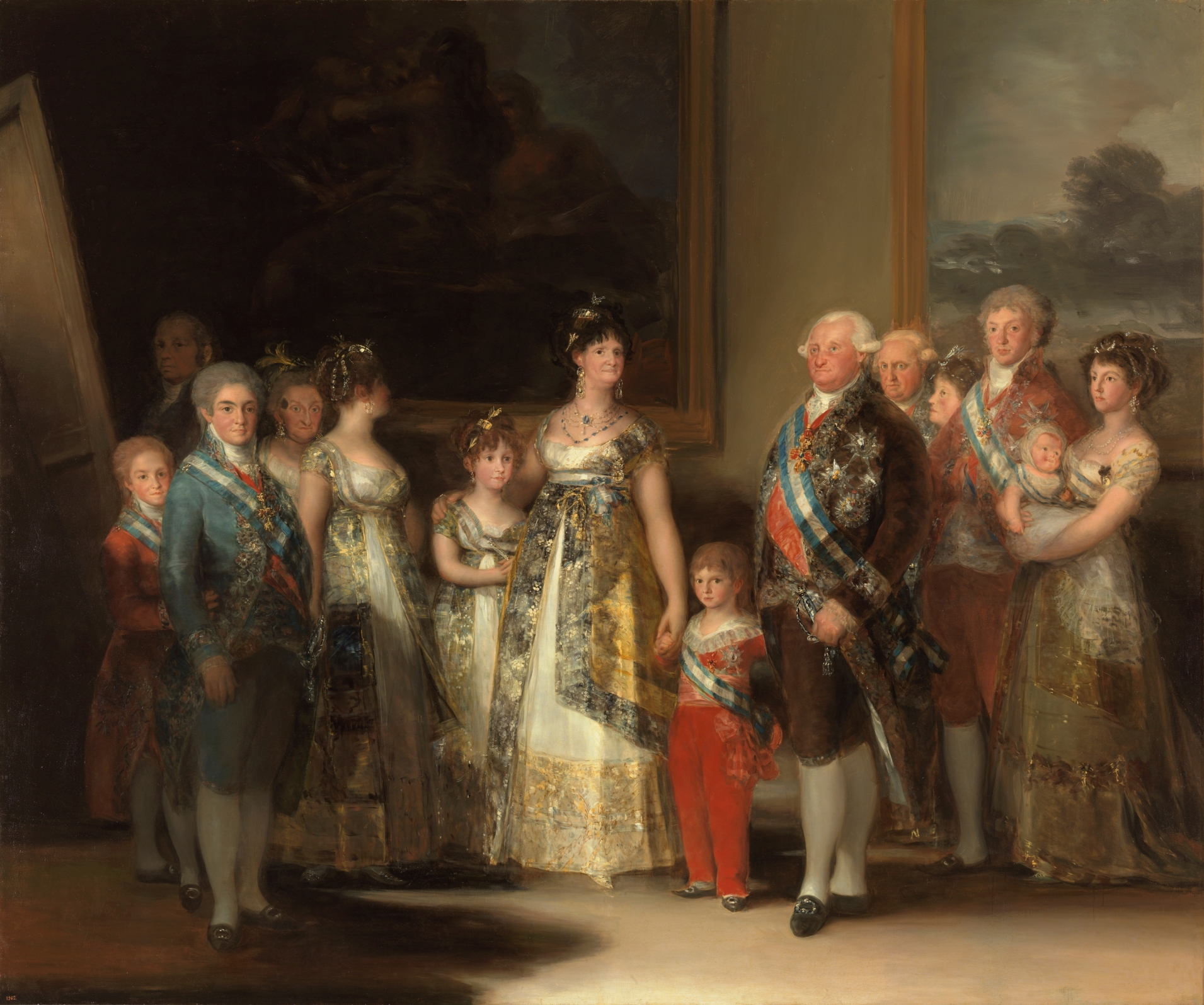
La familia de Carlos IV (1800-1801) por Goya (Museo del Prado).

Carlos IV contrajo matrimonio con su prima hermana María Luisa de Borbón-Parma (hija de Felipe, duque de Parma) en 1765. Tuvieron catorce hijos de las veinticuatro veces que María Luisa de Parma estuvo embarazada, pero solo siete llegaron a la edad adulta:
- Carlos Clemente Antonio de Padua (19 de septiembre de 1771-7 de marzo de 1774), murió en la infancia.
- Carlota Joaquina (25 de abril de 1775-7 de enero de 1830), casada con Juan VI de Portugal, tuvo descendencia.
- María Luisa Carlota (11 de septiembre de 1777-2 de julio de 1782), murió en la infancia.
- María Amalia (9 de enero de 1779-22 de julio de 1798), casada con su tío Antonio Pascual de Borbón, infante de España hijo de Carlos III y hermano menor de Carlos IV, no tuvo descendencia.
- Carlos Domingo Eusebio (5 de marzo de 1780-11 de junio de 1783), murió en la infancia.
- María Luisa Josefina (6 de julio de 1782-13 de marzo de 1824), casada con Luis de Borbón-Parma, duque de Parma y rey de Etruria, tuvo descendencia.
- Carlos Francisco de Paula (5 de septiembre de 1783-11 de noviembre de 1784), murió en la infancia.
- Felipe Francisco de Paula (5 de septiembre de 1783-18 de octubre de 1784), murió en la infancia.
- Fernando (14 de octubre de 1784-29 de septiembre de 1833), rey de España como Fernando VII, casado en primeras nupcias con María Antonia de Nápoles, en segundas nupcias con María Isabel de Portugal, en terceras nupcias con María Josefa Amalia de Sajonia y en cuartas nupcias con María Cristina de las Dos Sicilias, tuvo descendencia de su segundo y cuarto matrimonio.
- Carlos María Isidro (29 de marzo de 1788-10 de marzo de 1855), conde de Molina, fundador del carlismo y pretendiente al trono de España, bajo el nombre de «Carlos V de España», se casó en primeras nupcias con María Francisca de Braganza y luego con María Teresa de Braganza, tuvo descendencia de su primer matrimonio.
- María Isabel (6 de julio de 1789-13 de septiembre de 1848). Casada con su primo Francisco I de las Dos Sicilias y después con Francisco, conde del Balzo, tuvo descendencia de su primer matrimonio.
- María Teresa Filipina (16 de febrero de 1791-2 de noviembre de 1794). Muerta a causa de la viruela.
- Felipe María Francisco (28 de marzo de 1792-1 de marzo de 1794), murió en la infancia.
- Francisco de Paula Antonio, duque de Cádiz (10 de marzo de 1794-13 de agosto de 1865). Casado con su sobrina, Luisa Carlota de Borbón-Dos Sicilias, hija de su hermana María Isabel de Borbón y Francisco I de las Dos Sicilias. Su primogénito, Francisco de Asís de Borbón, se casó con la reina Isabel II de España, hija del rey Fernando VII de España.

## Ancestros
| \| \| \| \| \| \| \| \| \| \| \| \| \| \| \| \| \| \| \| \| 16. Luis XIV de Francia \| \| \| \| \| \| \| \| \| \| \| \| \| \| \| \| \| \| \| \| \| \| \| \| \| \| \| \| \| \| \| \| \| \| \| \| \| \| \| \| \| \| \| \| \| \| \| \| \| \| \| \| \| \| 8. Delfín Luis de Francia \| \| \| \| \| \| \| \| \| \| \| \| \| \| \| \| \| \| \| \| \| \| \| \| \| \| \| \| \| \| \| \| \| \| \| \| \| \| \| \| \| \| \| \| \| \| \| \| \| \| \| \| \| \| 17. María Teresa de Austria \| \| \| \| \| \| \| \| \| \| \| \| \| \| \| \| \| \| \| \| \| \| \| \| \| \| \| \| \| \| \| \| \| \| \| \| \| \| \| \| \| \| \| \| \| \| \| \| \| \| \| \| \| \| 4. Felipe V de España \| \| \| \| \| \| \| \| \| \| \| \| \| \| \| \| \| \| \| \| \| \| \| \| \| \| \| \| \| \| \| \| \| \| \| \| \| \| \| \| \| \| \| \| \| \| \| \| \| \| \| \| \| \| 18. Fernando María de Baviera \| \| \| \| \| \| \| \| \| \| \| \| \| \| \| \| \| \| \| \| \| \| \| \| \| \| \| \| \| \| \| \| \| \| \| \| \| \| \| \| \| \| \| \| \| \| \| \| \| \| \| \| \| \| 9. María Ana de Baviera \| \| \| \| \| \| \| \| \| \| \| \| \| \| \| \| \| \| \| \| \| \| \| \| \| \| \| \| \| \| \| \| \| \| \| \| \| \| \| \| \| \| \| \| \| \| \| \| \| \| \| \| \| \| 19. Enriqueta Adelaida de Saboya \| \| \| \| \| \| \| \| \| \| \| \| \| \| \| \| \| \| \| \| \| \| \| \| \| \| \| \| \| \| \| \| \| \| \| \| \| \| \| \| \| \| \| \| \| \| \| \| \| \| \| \| \| \| 2. Carlos III de España \| \| \| \| \| \| \| \| \| \| \| \| \| \| \| \| \| \| \| \| \| \| \| \| \| \| \| \| \| \| \| \| \| \| \| \| \| \| \| \| \| \| \| \| \| \| \| \| \| \| \| \| \| \| 20. Renato II Farnesio \| \| \| \| \| \| \| \| \| \| \| \| \| \| \| \| \| \| \| \| \| \| \| \| \| \| \| \| \| \| \| \| \| \| \| \| \| \| \| \| \| \| \| \| \| \| \| \| \| \| \| \| \| \| 10. Eduardo II Farnesio \| \| \| \| \| \| \| \| \| \| \| \| \| \| \| \| \| \| \| \| \| \| \| \| \| \| \| \| \| \| \| \| \| \| \| \| \| \| \| \| \| \| \| \| \| \| \| \| \| \| \| \| \| \| 21. Isabel de Este \| \| \| \| \| \| \| \| \| \| \| \| \| \| \| \| \| \| \| \| \| \| \| \| \| \| \| \| \| \| \| \| \| \| \| \| \| \| \| \| \| \| \| \| \| \| \| \| \| \| \| \| \| \| 5. Isabel de Farnesio \| \| \| \| \| \| \| \| \| \| \| \| \| \| \| \| \| \| \| \| \| \| \| \| \| \| \| \| \| \| \| \| \| \| \| \| \| \| \| \| \| \| \| \| \| \| \| \| \| \| \| \| \| \| 22. Felipe Guillermo I, elector palatino \| \| \| \| \| \| \| \| \| \| \| \| \| \| \| \| \| \| \| \| \| \| \| \| \| \| \| \| \| \| \| \| \| \| \| \| \| \| \| \| \| \| \| \| \| \| \| \| \| \| \| \| \| \| 11. Dorotea Sofía de Neoburgo \| \| \| \| \| \| \| \| \| \| \| \| \| \| \| \| \| \| \| \| \| \| \| \| \| \| \| \| \| \| \| \| \| \| \| \| \| \| \| \| \| \| \| \| \| \| \| \| \| \| \| \| \| \| 23. Isabel Amalia de Hesse-Darmstadt \| \| \| \| \| \| \| \| \| \| \| \| \| \| \| \| \| \| \| \| \| \| \| \| \| \| \| \| \| \| \| \| \| \| \| \| \| \| \| \| \| \| \| \| \| \| \| \| \| \| \| \| \| \| 1. Carlos IV de España \| \| \| \| \| \| \| \| \| \| \| \| \| \| \| \| \| \| \| \| \| \| \| \| \| \| \| \| \| \| \| \| \| \| \| \| \| \| \| \| \| \| \| \| \| \| \| \| \| \| \| \| \| \| 24. Juan Jorge III de Sajonia \| \| \| \| \| \| \| \| \| \| \| \| \| \| \| \| \| \| \| \| \| \| \| \| \| \| \| \| \| \| \| \| \| \| \| \| \| \| \| \| \| \| \| \| \| \| \| \| \| \| \| \| \| \| 12. Augusto II de Polonia \| \| \| \| \| \| \| \| \| \| \| \| \| \| \| \| \| \| \| \| \| \| \| \| \| \| \| \| \| \| \| \| \| \| \| \| \| \| \| \| \| \| \| \| \| \| \| \| \| \| \| \| \| \| 25. Ana Sofía de Dinamarca \| \| \| \| \| \| \| \| \| \| \| \| \| \| \| \| \| \| \| \| \| \| \| \| \| \| \| \| \| \| \| \| \| \| \| \| \| \| \| \| \| \| \| \| \| \| \| \| \| \| \| \| \| \| 6. Augusto III de Polonia \| \| \| \| \| \| \| \| \| \| \| \| \| \| \| \| \| \| \| \| \| \| \| \| \| \| \| \| \| \| \| \| \| \| \| \| \| \| \| \| \| \| \| \| \| \| \| \| \| \| \| \| \| \| 26. Cristián Ernesto, Margrave de Brandeburgo-Bayreuth \| \| \| \| \| \| \| \| \| \| \| \| \| \| \| \| \| \| \| \| \| \| \| \| \| \| \| \| \| \| \| \| \| \| \| \| \| \| \| \| \| \| \| \| \| \| \| \| \| \| \| \| \| \| 13. Cristiana Eberardina de Brandeburgo-Bayreuth \| \| \| \| \| \| \| \| \| \| \| \| \| \| \| \| \| \| \| \| \| \| \| \| \| \| \| \| \| \| \| \| \| \| \| \| \| \| \| \| \| \| \| \| \| \| \| \| \| \| \| \| \| \| 27. Sofía Luisa de Württemberg \| \| \| \| \| \| \| \| \| \| \| \| \| \| \| \| \| \| \| \| \| \| \| \| \| \| \| \| \| \| \| \| \| \| \| \| \| \| \| \| \| \| \| \| \| \| \| \| \| \| \| \| \| \| 3. María Amalia de Sajonia \| \| \| \| \| \| \| \| \| \| \| \| \| \| \| \| \| \| \| \| \| \| \| \| \| \| \| \| \| \| \| \| \| \| \| \| \| \| \| \| \| \| \| \| \| \| \| \| \| \| \| \| \| \| 28. Leopoldo I de Habsburgo \| \| \| \| \| \| \| \| \| \| \| \| \| \| \| \| \| \| \| \| \| \| \| \| \| \| \| \| \| \| \| \| \| \| \| \| \| \| \| \| \| \| \| \| \| \| \| \| \| \| \| \| \| \| 14. José I de Habsburgo \| \| \| \| \| \| \| \| \| \| \| \| \| \| \| \| \| \| \| \| \| \| \| \| \| \| \| \| \| \| \| \| \| \| \| \| \| \| \| \| \| \| \| \| \| \| \| \| \| \| \| \| \| \| 29. Leonor Magdalena de Palatinado-Neoburgo \| \| \| \| \| \| \| \| \| \| \| \| \| \| \| \| \| \| \| \| \| \| \| \| \| \| \| \| \| \| \| \| \| \| \| \| \| \| \| \| \| \| \| \| \| \| \| \| \| \| \| \| \| \| 7. María Josefa de Austria \| \| \| \| \| \| \| \| \| \| \| \| \| \| \| \| \| \| \| \| \| \| \| \| \| \| \| \| \| \| \| \| \| \| \| \| \| \| \| \| \| \| \| \| \| \| \| \| \| \| \| \| \| \| 30. Juan Federico, Duque de Brunswick-Luneburgo \| \| \| \| \| \| \| \| \| \| \| \| \| \| \| \| \| \| \| \| \| \| \| \| \| \| \| \| \| \| \| \| \| \| \| \| \| \| \| \| \| \| \| \| \| \| \| \| \| \| \| \| \| \| 15. Guillermina Amalia de Brunswick-Luneburgo \| \| \| \| \| \| \| \| \| \| \| \| \| \| \| \| \| \| \| \| \| \| \| \| \| \| \| \| \| \| \| \| \| \| \| \| \| \| \| \| \| \| \| \| \| \| \| \| \| \| \| \| \| \| 31. Benedicta Enriqueta de Simmern \| \| \| \| \| \| \| \| \| \| \| \| \| \| \| \| \| \| \| \| \| \| \| \| \| \| \| \| \| \| \| \| \| \| \| \| \| \| \| \| \| \| \| \| \| \| \| \| \| \| \| \| |                                                        |  |  |  |  |  |  |  |  |  |  |  |  |  |  |  |
| |                                                        |  |  |  |  |  |  |  |  |  |  |  |  |  |  |  |
| | 16. Luis XIV de Francia                                |  |  |  |  |  |  |  |  |  |  |  |  |  |  |  |
| |                                                        |  |  |  |  |  |  |  |  |  |  |  |  |  |  |  |
| |                                                        |  |  |  |  |  |  |  |  |  |  |  |  |  |  |  |
| | 8. Delfín Luis de Francia                              |  |  |  |  |  |  |  |  |  |  |  |  |  |  |  |
| |                                                        |  |  |  |  |  |  |  |  |  |  |  |  |  |  |  |
| |                                                        |  |  |  |  |  |  |  |  |  |  |  |  |  |  |  |
| | 17. María Teresa de Austria                            |  |  |  |  |  |  |  |  |  |  |  |  |  |  |  |
| |                                                        |  |  |  |  |  |  |  |  |  |  |  |  |  |  |  |
| |                                                        |  |  |  |  |  |  |  |  |  |  |  |  |  |  |  |
| | 4. Felipe V de España                                  |  |  |  |  |  |  |  |  |  |  |  |  |  |  |  |
| |                                                        |  |  |  |  |  |  |  |  |  |  |  |  |  |  |  |
| |                                                        |  |  |  |  |  |  |  |  |  |  |  |  |  |  |  |
| | 18. Fernando María de Baviera                          |  |  |  |  |  |  |  |  |  |  |  |  |  |  |  |
| |                                                        |  |  |  |  |  |  |  |  |  |  |  |  |  |  |  |
| |                                                        |  |  |  |  |  |  |  |  |  |  |  |  |  |  |  |
| | 9. María Ana de Baviera                                |  |  |  |  |  |  |  |  |  |  |  |  |  |  |  |
| |                                                        |  |  |  |  |  |  |  |  |  |  |  |  |  |  |  |
| |                                                        |  |  |  |  |  |  |  |  |  |  |  |  |  |  |  |
| | 19. Enriqueta Adelaida de Saboya                       |  |  |  |  |  |  |  |  |  |  |  |  |  |  |  |
| |                                                        |  |  |  |  |  |  |  |  |  |  |  |  |  |  |  |
| |                                                        |  |  |  |  |  |  |  |  |  |  |  |  |  |  |  |
| | 2. Carlos III de España                                |  |  |  |  |  |  |  |  |  |  |  |  |  |  |  |
| |                                                        |  |  |  |  |  |  |  |  |  |  |  |  |  |  |  |
| |                                                        |  |  |  |  |  |  |  |  |  |  |  |  |  |  |  |
| | 20. Renato II Farnesio                                 |  |  |  |  |  |  |  |  |  |  |  |  |  |  |  |
| |                                                        |  |  |  |  |  |  |  |  |  |  |  |  |  |  |  |
| |                                                        |  |  |  |  |  |  |  |  |  |  |  |  |  |  |  |
| | 10. Eduardo II Farnesio                                |  |  |  |  |  |  |  |  |  |  |  |  |  |  |  |
| |                                                        |  |  |  |  |  |  |  |  |  |  |  |  |  |  |  |
| |                                                        |  |  |  |  |  |  |  |  |  |  |  |  |  |  |  |
| | 21. Isabel de Este                                     |  |  |  |  |  |  |  |  |  |  |  |  |  |  |  |
| |                                                        |  |  |  |  |  |  |  |  |  |  |  |  |  |  |  |
| |                                                        |  |  |  |  |  |  |  |  |  |  |  |  |  |  |  |
| | 5. Isabel de Farnesio                                  |  |  |  |  |  |  |  |  |  |  |  |  |  |  |  |
| |                                                        |  |  |  |  |  |  |  |  |  |  |  |  |  |  |  |
| |                                                        |  |  |  |  |  |  |  |  |  |  |  |  |  |  |  |
| | 22. Felipe Guillermo I, elector palatino               |  |  |  |  |  |  |  |  |  |  |  |  |  |  |  |
| |                                                        |  |  |  |  |  |  |  |  |  |  |  |  |  |  |  |
| |                                                        |  |  |  |  |  |  |  |  |  |  |  |  |  |  |  |
| | 11. Dorotea Sofía de Neoburgo                          |  |  |  |  |  |  |  |  |  |  |  |  |  |  |  |
| |                                                        |  |  |  |  |  |  |  |  |  |  |  |  |  |  |  |
| |                                                        |  |  |  |  |  |  |  |  |  |  |  |  |  |  |  |
| | 23. Isabel Amalia de Hesse-Darmstadt                   |  |  |  |  |  |  |  |  |  |  |  |  |  |  |  |
| |                                                        |  |  |  |  |  |  |  |  |  |  |  |  |  |  |  |
| |                                                        |  |  |  |  |  |  |  |  |  |  |  |  |  |  |  |
| | 1. Carlos IV de España                                 |  |  |  |  |  |  |  |  |  |  |  |  |  |  |  |
| |                                                        |  |  |  |  |  |  |  |  |  |  |  |  |  |  |  |
| |                                                        |  |  |  |  |  |  |  |  |  |  |  |  |  |  |  |
| | 24. Juan Jorge III de Sajonia                          |  |  |  |  |  |  |  |  |  |  |  |  |  |  |  |
| |                                                        |  |  |  |  |  |  |  |  |  |  |  |  |  |  |  |
| |                                                        |  |  |  |  |  |  |  |  |  |  |  |  |  |  |  |
| | 12. Augusto II de Polonia                              |  |  |  |  |  |  |  |  |  |  |  |  |  |  |  |
| |                                                        |  |  |  |  |  |  |  |  |  |  |  |  |  |  |  |
| |                                                        |  |  |  |  |  |  |  |  |  |  |  |  |  |  |  |
| | 25. Ana Sofía de Dinamarca                             |  |  |  |  |  |  |  |  |  |  |  |  |  |  |  |
| |                                                        |  |  |  |  |  |  |  |  |  |  |  |  |  |  |  |
| |                                                        |  |  |  |  |  |  |  |  |  |  |  |  |  |  |  |
| | 6. Augusto III de Polonia                              |  |  |  |  |  |  |  |  |  |  |  |  |  |  |  |
| |                                                        |  |  |  |  |  |  |  |  |  |  |  |  |  |  |  |
| |                                                        |  |  |  |  |  |  |  |  |  |  |  |  |  |  |  |
| | 26. Cristián Ernesto, Margrave de Brandeburgo-Bayreuth |  |  |  |  |  |  |  |  |  |  |  |  |  |  |  |
| |                                                        |  |  |  |  |  |  |  |  |  |  |  |  |  |  |  |
| |                                                        |  |  |  |  |  |  |  |  |  |  |  |  |  |  |  |
| | 13. Cristiana Eberardina de Brandeburgo-Bayreuth       |  |  |  |  |  |  |  |  |  |  |  |  |  |  |  |
| |                                                        |  |  |  |  |  |  |  |  |  |  |  |  |  |  |  |
| |                                                        |  |  |  |  |  |  |  |  |  |  |  |  |  |  |  |
| | 27. Sofía Luisa de Württemberg                         |  |  |  |  |  |  |  |  |  |  |  |  |  |  |  |
| |                                                        |  |  |  |  |  |  |  |  |  |  |  |  |  |  |  |
| |                                                        |  |  |  |  |  |  |  |  |  |  |  |  |  |  |  |
| | 3. María Amalia de Sajonia                             |  |  |  |  |  |  |  |  |  |  |  |  |  |  |  |
| |                                                        |  |  |  |  |  |  |  |  |  |  |  |  |  |  |  |
| |                                                        |  |  |  |  |  |  |  |  |  |  |  |  |  |  |  |
| | 28. Leopoldo I de Habsburgo                            |  |  |  |  |  |  |  |  |  |  |  |  |  |  |  |
| |                                                        |  |  |  |  |  |  |  |  |  |  |  |  |  |  |  |
| |                                                        |  |  |  |  |  |  |  |  |  |  |  |  |  |  |  |
| | 14. José I de Habsburgo                                |  |  |  |  |  |  |  |  |  |  |  |  |  |  |  |
| |                                                        |  |  |  |  |  |  |  |  |  |  |  |  |  |  |  |
| |                                                        |  |  |  |  |  |  |  |  |  |  |  |  |  |  |  |
| | 29. Leonor Magdalena de Palatinado-Neoburgo            |  |  |  |  |  |  |  |  |  |  |  |  |  |  |  |
| |                                                        |  |  |  |  |  |  |  |  |  |  |  |  |  |  |  |
| |                                                        |  |  |  |  |  |  |  |  |  |  |  |  |  |  |  |
| | 7. María Josefa de Austria                             |  |  |  |  |  |  |  |  |  |  |  |  |  |  |  |
| |                                                        |  |  |  |  |  |  |  |  |  |  |  |  |  |  |  |
| |                                                        |  |  |  |  |  |  |  |  |  |  |  |  |  |  |  |
| | 30. Juan Federico, Duque de Brunswick-Luneburgo        |  |  |  |  |  |  |  |  |  |  |  |  |  |  |  |
| |                                                        |  |  |  |  |  |  |  |  |  |  |  |  |  |  |  |
| |                                                        |  |  |  |  |  |  |  |  |  |  |  |  |  |  |  |
| | 15. Guillermina Amalia de Brunswick-Luneburgo          |  |  |  |  |  |  |  |  |  |  |  |  |  |  |  |
| |                                                        |  |  |  |  |  |  |  |  |  |  |  |  |  |  |  |
| |                                                        |  |  |  |  |  |  |  |  |  |  |  |  |  |  |  |
| | 31. Benedicta Enriqueta de Simmern                     |  |  |  |  |  |  |  |  |  |  |  |  |  |  |  |
| |                                                        |  |  |  |  |  |  |  |  |  |  |  |  |  |  |  |
| |                                                        |  |  |  |  |  |  |  |  |  |  |  |  |  |  |  |

## Carlos IV en la ficción

### Cine
- Volavérunt (1999). Fue interpretado por Carlos La Rosa.
- Los fantasmas de Goya (2006). Fue interpretado por Randy Quaid.

### Televisión
- Goya (1985). Fue interpretado por José Bódalo.
- Relic Hunter (2002). Fue interpretado por Tacho González.
- Napoleón (2002). Fue interpretado por Vincent Grass.

## Sucesión
| Predecesor: Fernando de Borbón | Príncipe de Asturias 1760-1788 | Sucesor: Fernando de Borbón |
| Predecesor: Carlos III         | Rey de España 1788-1808        | Sucesor: Fernando VII       |